# ボーイズ・オン・ザ・サイド
『ボーイズ・オン・ザ・サイド』（Boys on the Side）は、1995年制作のアメリカ合衆国の映画。
それぞれ事情を持つ女たちの人生と、旅の途中で友情を育んでいく様を温かく描くロードムービー。

## ストーリー
勤めていたクラブをクビになったブルースシンガーのジェーンは、ロサンゼルスに新しい生活を求めて旅に出る。一方、ニューヨークでは、自分の生活に嫌気がさしていたビジネスウーマンのロビンは、同乗者を募って応募してきたジェーンと共に、サンディエゴに向かう。途中ジェーンの友人ホリーも加わり、3人は共に旅をすることとなる。

## キャスト
※括弧内は日本語吹き替え
- ジェーン - ウーピー・ゴールドバーグ（中村晃子）
- ロビン - メアリー＝ルイーズ・パーカー（岡本麻弥）
- ホリー - ドリュー・バリモア（かないみか）
- エイブ - マシュー・マコノヒー（宮本充）
- エレーン - アニタ・ジレット（竹口安芸子）
- アレックス - ジェームズ・レマー（田中正彦）
- ルイーズ - エステル・パーソンズ（森ひろ子）
- ニック - ビリー・ワース（山路和弘）
- スティーヴ - ゲディ・ワタナベ
- ジェリー - ジュード・チコレッラ
- 検察官 - デニス・ボウトシカリス（小室正幸）

## スタッフ
- 美術：ケン・アダム
- 衣装：グロリア・グレシャム